# Yuya Onoe
Yuya Onoe (尾上 勇也 Onoe Yuya?, nacido el 8 de abril de 1985 en Tokushima) es un exfutbolista japonés. Jugaba de centrocampista y su último club fue el MIO Biwako Shiga de Japón.

## Trayectoria

### Clubes
| Club                 | País  | Año         |
| -------------------- | ----- | ----------- |
| Ehime FC             | Japón | 2004 - 2005 |
| Tokushima Vortis     | Japón | 2006        |
| Kamatamare Sanuki    | Japón | 2007 - 2008 |
| Mitsubishi Mizushima | Japón | 2009        |
| MIO Biwako Shiga     | Japón | 2010 - 2012 |